# Чери (филм)
Чери (енгл. Cherry) је амерички криминалистички драмски филм из 2021. године, који су режирали Ентони и Џо Русо, према сценарију који су написале Анџела Русо-Отстот и Џесика Голдберг, заснован на истоименом роману Ника Вокера. У главним улогама су Том Холанд, Сијера Браво, Џек Рејнор, Мајкл Рисполи и Џеф Волберг, а радња прати војног ветерана који прибегава пљачкању банака како би подржао своју зависност од опиоида.
Филм је реализован у биоскопима 26. фебруара 2021, док је од 12. марта исте године постао доступан и путем стриминг услуге Apple TV+. Добио је помешане критике од стране критичара, који су похвалили глуму главних глумаца, али су критиковали радњу и режију.

## Радња
Војни болничар са ПТСП-ом постаје зависан од опиоида и почиње да пљачка банке како би платио за своју зависност.

## Улоге
| Глумац             | Улога                     |
| ------------------ | ------------------------- |
| Том Холанд         | Чери                      |
| Сијера Браво       | Емили                     |
| Џек Рејнор         | Пилс енд Коук             |
| Мајкл Рисполи      | Томи                      |
| Џеф Волберг        | Хименез                   |
| Форест Гудлак      | Џејмс Лајтфут             |
| Мајкл Гандолфини   | рођак Џо                  |
| Кајл Харви         | Рој                       |
| Пуч Хол            | млађи водник Хумевер      |
| Дејмон Вејанс јр   | Мастерс                   |
| Томас Ленон        | отац Хумевер / др Хумевер |
| Кели Бергланд      | Медисон Ковалски          |
| Хосе Пабло Кантиљо | Деко                      |

## Продукција
Продукцијска кућа Ентонија и Џоа Русоа, АГБО, откупила је права на продукцију романа у августу 2018. године, надмашивши понуде Ворнер броса, који би режирао Џејмс Франко, и Сонија, и браћа Русо су најављени као режисери. У марту 2019. године, Том Холанд је започео преговоре о главној улози. Сијера Браво, Џек Рејнор, Џеф Волберг, Кајл Харви, Форест Гудлак и Мајкл Гандолфини придружили су се глумачкој постави у октобру. Пуч Хол је добио необјављену улогу у децембру.
Првобитно је објављено да ће снимање почети 15. јула 2019. године. Међутим, снимање је заправо почело 8. октобра 2019. у Кливланд Хајтсу, Охајо, а завршено у фебруару 2020. године. Према браћи Русо, монтажа се одвијала док је филм сниман како би им се омогућило да виде шта им недостаје и ако је требало да „прераде или поново снимају” делове филма.

## Премијера
Apple TV+ је званично стекао права на дистрибуцију филма у септембру 2020. године. Филм је реализован у биоскопима 26. фебруара 2021. године, а на услузи Apple TV+ објављен је 12. марта исте године.